# Хидзи
Хидзи (яп. 日出町 Хидзи-мати) — посёлок в Японии, находящийся в уезде Хаями префектуры Оита. Площадь посёлка составляет 73,24 км², население — 28 014 человек (1 августа 2014), плотность населения — 382,50 чел./км².

## Географическое положение
Посёлок расположен на острове Кюсю в префектуре Оита региона Кюсю. С ним граничат города Беппу, Уса, Кицуки.

## Население
Население посёлка составляет 28 014 человек (1 августа 2014), а плотность — 382,50 чел./км². Изменение численности населения с 1980 по 2005 годы:
| 1980 | 21 464 чел. |  |
| 1985 | 22 564 чел. |  |
| 1990 | 23 589 чел. |  |
| 1995 | 24 433 чел. |  |
| 2000 | 26 142 чел. |  |
| 2005 | 27 640 чел. |  |

## Символика
Деревом посёлка считается камелия сасанква, цветком — камелия сасанква.